# 栗城壽夫
栗城 壽夫（くりき ひさお、Hisao Kuriki、1932年9月4日 - ）は、日本の法学者。専門は、憲法・比較憲法学・ドイツ憲法。大阪市立大学名誉教授、上智大学名誉教授。ドイツ・フライブルク大学 名誉法学博士。ドイツ憲法判例研究会（独: Forschungsgesellschaft für deutsches Verfassungsrecht (FdV), Japan）設立者、2013年4月から名誉代表。福岡県門司出身。

## 略歴
略歴は以下のとおり。

### 学歴
- 1951年03月 - 福岡県立筑紫丘高等学校卒業
- 1955年03月 - 九州大学法学部卒業
- 1957年03月 - 九州大学大学院法学研究科修士課程修了
- 1958年04月 - 九州大学大学院法学研究科博士課程中退
- 2003年05月 - 名誉法学博士（ドイツ・フライブルク大学）

### 職歴
- 1958年05月 - 九州大学法学部助手
- 1960年04月 - 大阪市立大学法学部助教授
- 1968年04月 - 大阪市立大学法学部教授
- 1986年04月 - 上智大学法学部教授
- 1989年04月 - 大阪市立大学名誉教授
- 1998年03月 - 上智大学定年退職
- 1998年04月 - 名城大学法学部教授、上智大学名誉教授
- 2004年04月 - 名城大学大学院法務研究科教授
- 2005年 - 名城大学退職[5]
- 2008年04月 - 聖学院大学総合研究所特任教授（その後、同学大学院教授及び客員教授）
- 2016年10月 - 東亜大学通信制大学院教授[6][7]（2018年度まで[注釈 1]）

#### 公職
- 1991年07月 - 司法試験考査委員（1995年12月まで）[9]
- 1997年01月 - 司法試験考査委員（2001年12月まで）[10]

## 受賞
- 1999年 - オーストリア第一級学術・芸術栄誉十字章（独: Österreichisches Ehrenkreuz für Wissenschaft und Kunst I. Klasse）[1][注釈 2][5]

## 恩師
指導教官は林田和博。水波朗からも指導を受けた。

## 著書

### 単著
- 栗城壽夫『ドイツ初期立憲主義の研究――バーデンにおける憲法生活を中心として』有斐閣〈大阪市立大学法学叢書24〉、1965年。doi:10.11501/2999790。 NCID BN04175657。全国書誌番号:65002582。
- 栗城壽夫『一九世紀ドイツ憲法理論の研究』信山社出版、1997年。ISBN 4882616602。 NCID BA32113907。全国書誌番号:98090062。
- 栗城壽夫『Beiträge zur Geschichte der deutschen Staatsrechtswissenschaft――Gedanke des Volkes in der deutschen Staatsrechtswissenschaft』Seibundo〈名城大学法学会選書8〉、2009年。ISBN 4882616602。 NCID BA89767018。全国書誌番号:21590624。
- 栗城壽夫『17・18世紀のドイツ憲法学』尚学社、2024年。ISBN 9784860311872。 NCID BD06936211。全国書誌番号:23992034。

### 共著
- （樋口陽一）『憲法と裁判』（法律文化社, 1988年）

### 共編著
- （三島淑臣・阿南成一・高見勝利）『法と国家の基礎に在るもの――水波朗教授退官記念』（創文社, 1989年）
- （戸波江二）『憲法』（青林書院, 1995年／補訂版, 1997年）
- （戸波江二・根森健）『ドイツの憲法判例』（信山社, 1996年／第2版, 2003年）
- （戸波江二・石村修）『ドイツの最新憲法判例』（信山社, 1999年／第2版, 2006年[注釈 3]）
- （戸波江二・青柳幸一）『人間・科学技術・環境――日独共同研究シンポジウム』（信山社, 1999年）
- （戸波江二・青柳幸一）『未来志向の憲法論』（信山社, 2001年）
- （大須賀明・樋口陽一・吉田善明）『憲法辞典』（三省堂, 2001年）
- （戸波江二・畑尻剛）『憲法裁判の国際的発展』（信山社, 2004年）
- （戸波江二・青柳幸一）『先端科学技術と人権』（信山社, 2005年）
- （戸波江二・石村修）『ドイツの憲法判例II』（信山社[注釈 3]／第2版, 2006年）
- （戸波江二・嶋崎健太郎）『ドイツの憲法判例III』（信山社, 2008年）

### 訳書
- ゲオルグ・イェリネック『一般国家学』（学陽書房, 1974年／第2版, 1976年）(芦部信喜・阿部照哉・石村善治・小林孝輔・丸山健・宮田豊・室井力・結城光太郎・和田英夫共訳）
- ヨハネス・メスナー（ドイツ語版）『自然法――社会・国家・経済の倫理』（創文社, 1995年）(水波朗・野尻武敏共訳）
- ユッタ・リンバッハ（ドイツ語版、英語版）『国民の名において――裁判官の職務倫理』（風行社, 2001年）(青柳幸一共訳）
- ヨーゼフ・イーゼンゼー（ドイツ語版）『保護義務としての基本権』（信山社, 2003年）(嶋崎健太郎・戸波江二共監訳）
- ペーター・へーベルレ（ドイツ語版、英語版）『文化科学の観点からみた立憲国家――1999年日本における講演』（尚学社, 2002年）(井上典之・畑尻剛編訳, Ⅸ「立憲国家の「世界像」――立憲国家の基本価値にして、国際法の“究極の”妥当根拠たる人類にかかわる憲法テクストの比較法的分析」[12]分担訳）
- ライナー・ヴァール（ドイツ語版）『憲法の優位』小山剛（監訳）、栗城壽夫（II「立憲国家の歴史的考察」第1章・第3章 分担訳）、慶應義塾大学出版会〈慶應義塾大学法学研究会叢書84〉、2012年。ISBN 9784766419979。 NCID BB10914251。全国書誌番号:22181247。
  - 第1章「1866年までのドイツにおける立憲国家の発展」[13]
  - 第3章「19世紀ドイツ立憲主義における基本権の法的効果と作用」[14]

### 監修
- Bertram, Karl Friedrich 著、西浦公 訳『抵抗権と革命――その法理』栗城壽夫（監修）、御茶の水書房、1980年10月。doi:10.11501/11894700。 NCID BN00438040。全国書誌番号:81000469。

## 論文
◎ 大学の紀要等において国内で公表されているものについては、国立情報学研究所(NII)の学術情報ナビゲータ，通称：CiNii(サイニィ)サイトの論文情報検索、図書・雑誌情報検索（複数著者である場合は検索結果を詳細表示）を用いると、概ねリストアップされることが確認できています。転載許諾を得ない場合のCiNii学術情報の著作権上の制約や転載ミスのおそれなどから、ここでは重複を避けます。

### 海外論文
【今次更新で掲げるのは、限られた見聞によるものです。より網羅するには、上級能力者による更新を待ちます。】
ドイツ語圏向けに著されたもの
- Die Rolle des Allgemeinen Staatsrechts in Deutschland von der Mitte des 18. bis zu der Mitte des 19. Jahrhunderts (Archiv des öffentlichen Rechts, Vol. 99, 1974)[注釈 4]

☆ 著作集『Sammlung der deutschsprachigen Schriften (2000-2007)』（PRIVATDRUCK (プライベート出版)，2007年）に所収（以下）
- Mensch,Gesellschaft,Staat in Japan (Deutsch-Japanisches Symposium in Freiburg September 2000)
- Zum Gebrauch des Wortes „Menschenrechte“ in der Geschichte der deutschen Rechts－und Staatsrechtslehre (FS Hollerbach, Januar 2001)[注釈 5]
- Über die Tätigkeit der Japanischen Forschungsgesellschaft für deutsches Verfassungsrecht (Jahrbuch des Öffentlichen Rechts, 2002)
- Eröffnungsansprache & Schlußbemerkung (Japanisch-Deutsches Symposium in Tokio & Kioto, september 2002)
- Das Allgemeine Staatsrecht ( die Allgemeine Staatslehre ) in Deutschland und Japan : Geschichtliche Betrachtung (Vortrag aus Anlaß der Verleihung der Ehrendoktorwürde von Freiburg, Mai 2003)[注釈 6]
- Die Theorie der Verfassungsentwicklung (Japanisch-Deutsches Symposium in Tokio, März 2004)
- Verfassungsgerichtsbarkeit und Konsens des Volkes (Deutsch-Japanisches Symposium in Göttingen & Osnabrück, August 2004)
- Schlußwort zum Japanisch-Deutschen Symposium über die Verfassungsentwicklung (Deutsch-Japanisches Symposium in Freibulg, September 2005)
- Die gegenwärtige Situation um das Problem der Verfassungsänderung in Japan (13,Deutschsprachiger Japanologentag in Bonn, September 2006)
- Der Weg zur Verwirklichung der Verfassung (Mini- Symposium in Tokio, März 2007)

※ 巻末に „Verzeichnis der deutschsprachigen Veröffentlichungen von Hisao Kuriki“ を収める。
☆ 確認しうる限り、発表の後で著作集等に再集録されていないと思われるもの（以下）
- Über den Gedanken des Verfassungsvertrags in der Geschichte der deutschen Verfassungstheorie (Öffentliches Recht im offenen Staat . Festschrift für Rainer Wahl zum 70. Geburtstag .  Duncker & Humblot , Berlin 2011)[注釈 7]

## エッセイ等寄稿
- 「夏の思い出」（『聞けや大和の清流に』所収) (大阪市立大学法学部創立四十周年記念誌, 1993年）

## 記念論文集
- 『日独憲法学の創造力――栗城壽夫先生古稀記念〔上巻〕・〔下巻〕』（編集代表：樋口陽一・上村貞美・戸波江二）、信山社、2003年。